# Entpannungspanzer 56
Entpannungspanzer 56 Centurion (Entp Pz 56; engl. für dt. „Zenturio“) ist die Schweizer Bezeichnung für einen britischen Entpannungspanzer (Bergepanzer) auf der Basis des Centurion von Vickers-Armstrong, der dem Centurion ARV (Armoured Recovery Vehicle) Mark II entspricht und von 1956 bis 1991 in der Schweizer Armee eingesetzt wurde.

## Geschichte
Von 1956 bis 1960 beschaffte die Schweizer Armee 30 Stück; diese wurden bis 1991 unter der Bezeichnung Entpannungspanzer 56 mit den Nummern M+78601 bis M+78630 eingesetzt. 1988 wurden die ersten zehn Fahrzeuge verschrottet. 1991 wurden 19 Fahrzeuge nach Schweden verkauft und ein Fahrzeug (M+78613) für die Sammlung der Armee erhalten. Die nach Schweden verkauften Entpannungspanzer 56 erhielten den Tarnanstrich der schwedischen Armee und wurden mit kleineren Modifikationen an der Funkanlage, Nebelwerfer, Beleuchtung etc. versehen. 2011 wurde das zweite Fahrzeug der ersten Serie mit der ehemaligen Nummer M+78602 wieder aus Schweden zurückgeholt und ist seither im Schweizerischen Militärmuseum Full ausgestellt.

## Varianten
Nebst dem Hauptmotor, einem Rover Meteor Mark IVB1 (V12, 27 Liter Hubraum, 650 PS), verfügt der Entpannungspanzer 56 über einen Hilfsmotor (Morris USHNM A41 Mk. 2/1: 4 Zylinder, 918 cm³, 16 PS), sowie einen Windenmotor (Rolls-Royce B80 Mk. 2: 8 Zylinder Reihe, 5600 cm³, 136 PS). Bei einem Treibstoffvorrat von 1045 Litern war sein Treibstoffverbrauch von 700 l/100 km auf der Strasse und 1.100 l/100 km im Gelände sehr hoch, was Effizienz und Reichweite entsprechend beeinträchtigte.

## Referenzen
- Urs Heller: Die Panzer der Schweizer Armee von 1920 bis 2008.
- Reglement 65.708 Entpannungspanzer 1956 (Entp Pz 56), Betrieb und Einsatz
- Schweizerisches Militärmuseum Full